# كورت رانكه
كورت رانكه (بالألمانية: Kurt Ranke)‏ (و. 1908 – 1985 م) هو عالم إنسان، ومؤرخ، وأستاذ جامعي ألماني، ولد في بلانكنبورغ، كان عضوًا في الحزب النازي، كان عضوًا في كتيبة العاصفة، توفي عن عمر يناهز 77 عاماً.